# Àctor de Fòcida
Àctor, (en grec antic Ἄκτωρ), va ser un fill d'Hipas, nascut a la Fòcida. De vegades se'l fa germà d'Ífit, el fill d'Èurit, que hauria estat llavors el seu pare.
Va ser un dels argonautes que acompanyà Jàson a la Còlquida a buscar el velló d'or. Va ser dels herois que van completar tota la ruta.